# Списак НГЦ објеката (7000—7840)
Ово је непотпун списак NGC 7000-7840 објеката у NGC каталогу (New General Catalogue). 
Информација о сазвежђима је узета из The Complete New General Catalogue and Index Catalogue of Nebulae and Star Clusters by J. L. E. Dreyer, преко VizieR сервиса (website: http://vizier.u-strasbg.fr/viz-bin/VizieR). Морфолошки типови галаксија и објеката који су чланови Малог Магелановог облака су добијени преко NASA/IPAC вангалактичке базе (website: http://nedwww.ipac.caltech.edu/). Остали подаци у табелама су из SIMBAD астрономске базе података (website: http://simbad.u-strasbg.fr/simbad/), осим ако није другачије назначено.

## 7000-7099
| NGC ознака | Други називи         | Тип објекта            | Сазвежђе           | Ректасцензија (J2000) | Деклинација (J2000) | Привидна величина |
| ---------- | -------------------- | ---------------------- | ------------------ | --------------------- | ------------------- | ----------------- |
| 7000       | North America Nebula | Дифузна маглина        | Сазвежђе Лабуд     | 20h 58m 47s           | +44° 20′            |                   |
| 7006       |                      | Збијено звездано јато  | Сазвежђе Делфин    | 21h 01m 29.4s         | +16° 11′ 14″        | 11.4              |
| 7009       | Saturn Nebula        | Планетарна маглина     | Сазвежђе Водолија  | 21h 04m 10.9s         | −11° 21′ 48″        | 12.7              |
| 7027       |                      | Планетарна маглина     | Сазвежђе Лабуд     | 21h 07m 01.6s         | +42° 14′ 10″        | 9.1               |
| 7052       |                      | Елиптична галаксија    | Сазвежђе Лисица    | 21h 18m 33.1s         | +26° 26′ 49″        | 14.0              |
| 7078       | Месје 15             | Збијено звездано јато  | Сазвежђе Пегаз     | 21h 29m 58.4s         | +12° 10′ 01″        | 6.2               |
| 7089       | Месје 2              | Збијено звездано јато  | Сазвежђе Водолија  | 21h 33m 27.0s         | −00° 49′ 24″        | 6.3               |
| 7090       |                      | Спирална галаксија     | Сазвежђе Индијанац | 21h 36m 28.6s         | −54° 33′ 24″        | 11.1              |
| 7091       |                      | Неправилна галаксија   | Сазвежђе Ждрал     | 21h 34m 07.6s         | −36° 39′ 12″        | 15.5              |
| 7092       | Месје 39             | Расејано звездано јато | Сазвежђе Лабуд     | 21h 32m               | +48° 27′            | 4.7               |
| 7099       | Месје 30             | Збијено звездано јато  | Сазвежђе Јарац     | 21h 40m 22.0s         | −23° 10′ 45″        | 7.7               |

## 7100-7199
| NGC ознака | Други називи | Тип објекта            | Сазвежђе       | Ректасцензија (J2000) | Деклинација (J2000) | Привидна величина |
| ---------- | ------------ | ---------------------- | -------------- | --------------------- | ------------------- | ----------------- |
| 7129       |              | Расејано звездано јато | Сазвежђе Цефеј | 21h 42m 56s           | +66° 06′            | 11.5              |
| 7142       |              | Расејано звездано јато | Сазвежђе Цефеј | 21h 45m 09s           | +65° 47′            | 10.4              |

## 7200-7299
| NGC ознака | Други називи           | Тип објекта         | Сазвежђе          | Ректасцензија (J2000) | Деклинација (J2000) | Привидна величина |
| ---------- | ---------------------- | ------------------- | ----------------- | --------------------- | ------------------- | ----------------- |
| 7217       |                        | Спирална галаксија  | Сазвежђе Пегаз    | 22h 07m 52.6s         | +31° 21′ 33″        | 11.0              |
| 7252       | Atoms for Peace Galaxy | Сочиваста галаксија | Сазвежђе Водолија | 22h 20m 44.8s         | −24° 40′ 42″        | 12.7              |
| 7257       |                        | Спирална галаксија  | Сазвежђе Водолија | 22h 22m 35.4s         | −04° 07′ 26″        | 14                |
| 7293       | Helix Nebula           | Планетарна маглина  | Сазвежђе Водолија | 22h 29m 38.6s         | −20° 50′ 14″        | 13.2              |

## 7300-7399
| NGC ознака | Други називи              | Тип објекта             | Сазвежђе            | Ректасцензија (J2000) | Деклинација (J2000) | Привидна величина |
| ---------- | ------------------------- | ----------------------- | ------------------- | --------------------- | ------------------- | ----------------- |
| 7314       |                           | Спирална галаксија      | Сазвежђе Јужна риба | 22h 35m 46.1s         | −26° 03′ 02″        | 11.6              |
| 7315       |                           | Сочиваста галаксија     | Сазвежђе Пегаз      | 22h 35m 31.9s         | +34° 48′ 11″        | 13.8              |
| 7318       | (Део Стефановог квинтета) | Галаксије у интеракцији | Сазвежђе Пегаз      | 22h 35m 58.4s         | +33° 57′ 57″        |                   |
| 7318A      | (Део Стефановог квинтета) | Галаксија у интеракцији | Сазвежђе Пегаз      | 22h 35m 56.9s         | +33° 57′ 54″        | 14.9              |
| 7318B      | (Део Стефановог квинтета) | Галаксија у интеракцији | Сазвежђе Пегаз      | 22h 35m 58.5s         | +33° 57′ 55″        | 14.1              |
| 7319       | (Део Стефановог квинтета) | Галаксија у интеракцији | Сазвежђе Пегаз      | 22h 36m 03.7s         | +33° 58′ 31″        | 14.8              |
| 7320       |                           | Спирална галаксија      | Сазвежђе Пегаз      | 22h 36m 03.6s         | +33° 56′ 53″        | 13.8              |
| 7320c      |                           | Спирална галаксија      | Сазвежђе Пегаз      | 22h 36m 20.3s         | +33° 59′ 07″        | 17                |
| 7331       |                           | Спирална галаксија      | Сазвежђе Пегаз      | 22h 37m 04.3s         | +34° 24′ 59″        | 10.4              |
| 7335       |                           | Сочиваста галаксија     | Сазвежђе Пегаз      | 22h 37m 19.5s         | +34° 26′ 50″        | 14.7              |
| 7337       |                           | Спирална галаксија      | Сазвежђе Пегаз      | 22h 37m 26.8s         | +34° 22′ 26″        | 15.7              |
| 7340       |                           | Елиптична галаксија     | Сазвежђе Пегаз      | 22h 37m 44.2s         | +34° 24′ 36″        | 14.9              |
| 7343       |                           | Спирална галаксија      | Сазвежђе Пегаз      | 22h 38m 38.0s         | +34° 04′ 17″        | 14.3              |
| 7354       |                           | Планетарна маглина      | Сазвежђе Цефеј      | 22h 40m 19.9s         | +61° 17′ 08″        |                   |
| 7380       |                           | Расејано звездано јато  | Сазвежђе Цефеј      | 22h 47m               | +58° 07′            | 7.6               |

## 7400-7499
| NGC ознака | Други називи | Тип објекта        | Сазвежђе       | Ректасцензија (J2000) | Деклинација (J2000) | Привидна величина |
| ---------- | ------------ | ------------------ | -------------- | --------------------- | ------------------- | ----------------- |
| 7424       |              | Спирална галаксија | Сазвежђе Ждрал | 22h 57m 18s           | −41° 04′ 14″        | 11.0              |
| 7479       |              | Спирална галаксија | Сазвежђе Пегаз | 23h 04m 56.7s         | +12° 19′ 23″        | 11.7              |

## 7500-7599
| NGC ознака | Други називи | Тип објекта            | Сазвежђе       | Ректасцензија (J2000) | Деклинација (J2000) | Привидна величина |
| ---------- | ------------ | ---------------------- | -------------- | --------------------- | ------------------- | ----------------- |
| 7510       |              | Расејано звездано јато | Сазвежђе Цефеј | 23h 11m               | +60° 34′            | 8.8               |
| 7537       |              | Спирална галаксија     | Сазвежђе Рибе  | 23h 14m 34.8s         | +04° 29′ 54″        | 13.8              |
| 7582       |              | Сејферт 2 галаксија    |                |                       |                     |                   |

## 7600-7699
| NGC ознака | Други називи             | Тип објекта            | Сазвежђе           | Ректасцензија (J2000) | Деклинација (J2000) | Привидна величина |
| ---------- | ------------------------ | ---------------------- | ------------------ | --------------------- | ------------------- | ----------------- |
| 7635       | Bubble Nebula            | Дифузна маглина        | Сазвежђе Касиопеја | 23h 20m 48.3s         | +61° 12′ 06″        |                   |
| 7654       | Месје 52                 | Расејано звездано јато | Сазвежђе Касиопеја | 23h 25m               | +61° 35′            |                   |
| 7662       | Copeland's Blue Snowball | Планетарна маглина     | Сазвежђе Андромеда | 23h 25m 54.0s         | +42° 32′ 06″        | 9.4               |
| 7673       |                          | Спирална галаксија     | Сазвежђе Пегаз     | 23h 27m 41.4s         | +23° 35′ 21″        | 12.7              |

## 7700-7799
| NGC ознака | Други називи | Тип објекта            | Сазвежђе           | Ректасцензија (J2000) | Деклинација (J2000) | Привидна величина |
| ---------- | ------------ | ---------------------- | ------------------ | --------------------- | ------------------- | ----------------- |
| 7742       |              | Спирална галаксија     | Сазвежђе Пегаз     | 23h 44m 15.9s         | +10° 46′ 01″        | 12.5              |
| 7752       |              | Неправилна галаксија   | Сазвежђе Пегаз     | 23h 46m 58.5s         | +29° 27′ 32″        | 14.3              |
| 7753       |              | Спирална галаксија     | Сазвежђе Пегаз     | 23h 47m 05.0s         | +29° 29′ 00″        | 13.2              |
| 7777       |              | Сочиваста галаксија    | Сазвежђе Пегаз     | 23h 53m 12.6s         | +28° 16′ 59″        | 14.5              |
| 7789       |              | Расејано звездано јато | Сазвежђе Касиопеја | 23h 57m 24s           | +56° 43′            | 7.7               |
| 7793       |              | Спирална галаксија     | Сазвежђе Вајар     | 23h 57m 49.7s         | −32° 35′ 30″        | 9.7               |

## 7800-7840
| NGC ознака | Други називи | Тип објекта        | Сазвежђе       | Ректасцензија (J2000) | Деклинација (J2000) | Привидна величина |
| ---------- | ------------ | ------------------ | -------------- | --------------------- | ------------------- | ----------------- |
| 7814       |              | Спирална галаксија | Сазвежђе Пегаз | 00h 03m 14.9s         | +16° 08′ 44″        | 12.0              |
| 7840       |              | Галаксија          | Сазвежђе Рибе  | 00h 07m 08.8s         | +08° 23′ 01″        |                   |